# Didymograptus
Didymograptus is een geslacht van uitgestorven graptolieten uit het Vroeg- tot Midden-Ordovicium.

## Beschrijving
Didymograptus was een kolonievormend organisme. Deze stevig gebouwde kolonie vertoonde veel gelijkenis met een stemvork. De langwerpige thecae (enkelvoud theca: het chitineuze huisje van een individu uit de kolonie) waren buisvormig. De stipes (takken) werden naar de uiteinden toe breder. Dit geslacht had een drijvende leefwijze op de noordelijke oceanen. De normale lengte van de kolonie bedroeg ongeveer tien centimeter.

## Verspreiding
Fossielen van Didymograptus zijn gevonden in Argentinië, Australië, Bolivia, Canada (Northwest Territories, Quebec, Yukon, Newfoundland en Labrador), Chili, China, Colombia (Tarqui, Huila), de Tsjechische Republiek, Estland, Frankrijk, Iran , Marokko, Nieuw-Zeeland, Noorwegen, Peru, Portugal, de Russische Federatie, Saoedi-Arabië, Spanje, Zweden, het Verenigd Koninkrijk, de Verenigde Staten (Alaska, Californië, Idaho, Nevada, New York, Utah) en Venezuela.

## Soorten
- Didymograptus euodus Lapworth 1875 †
- Didymograptus nicholsoni Lapworth 1875 †